# Cattedrale di San Pietro (Argo)
La cattedrale di San Pietro (in greco Μητροπολιτικός Ναός του Αγίου Πέτρου?) è la cattedrale ortodossa di Argo, nel Peloponneso, e sede della metropolia dell'Argolide.
La chiesa di San Pietro è stata fondata nel 1859 da Argolidos Gerasimos, ed inaugurata nel 1865. La chiesa ha tre altari: il centrale è dedicato a San Pietro di Argo, il secondo a San Nicola, in memoria di una precedente chiesa dedicata al santo e situata sullo stesso sito della chiesa di San Pietro, e il terzo a Sant'Andrea.